# Đorđe Višacki
Đorđe Višacki (en serbio: Ђорђе Вишацки; Belgrado, Yugoslavia, 4 de febrero de 1975) es un deportista serbio que compitió por Yugoslavia en remo.
Ganó dos medallas en el Campeonato Mundial de Remo, en los años 1998 y 2001. Participó en los Juegos Olímpicos de Sídney 2000, ocupando el quinto lugar en la prueba de dos sin timonel.

## Palmarés internacional
| Campeonato Mundial | Campeonato Mundial | Campeonato Mundial | Campeonato Mundial |
| Año                | Lugar              | Medalla            | Prueba             |
| ------------------ | ------------------ | ------------------ | ------------------ |
| 1998               | Colonia (Alemania) | Medalla de bronce  | Dos sin timonel    |
| 2001               | Lucerna (Suiza)    | Medalla de plata   | Dos sin timonel    |